# すすきの

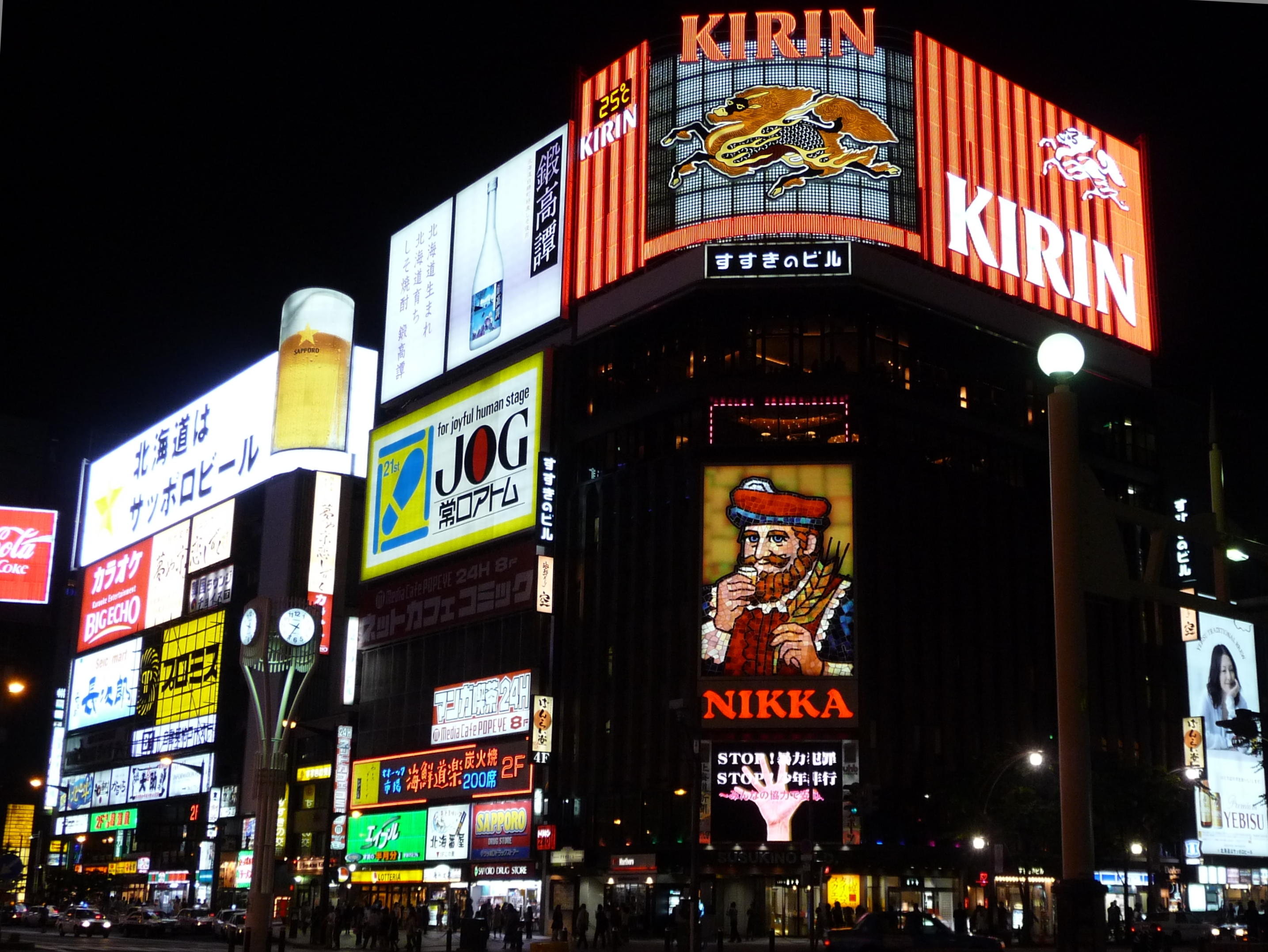
すすきの交差点のすすきのビル。有名な、ニッカウヰスキーの「キング・オブ・ブレンダーズ」が見える。2009年8月

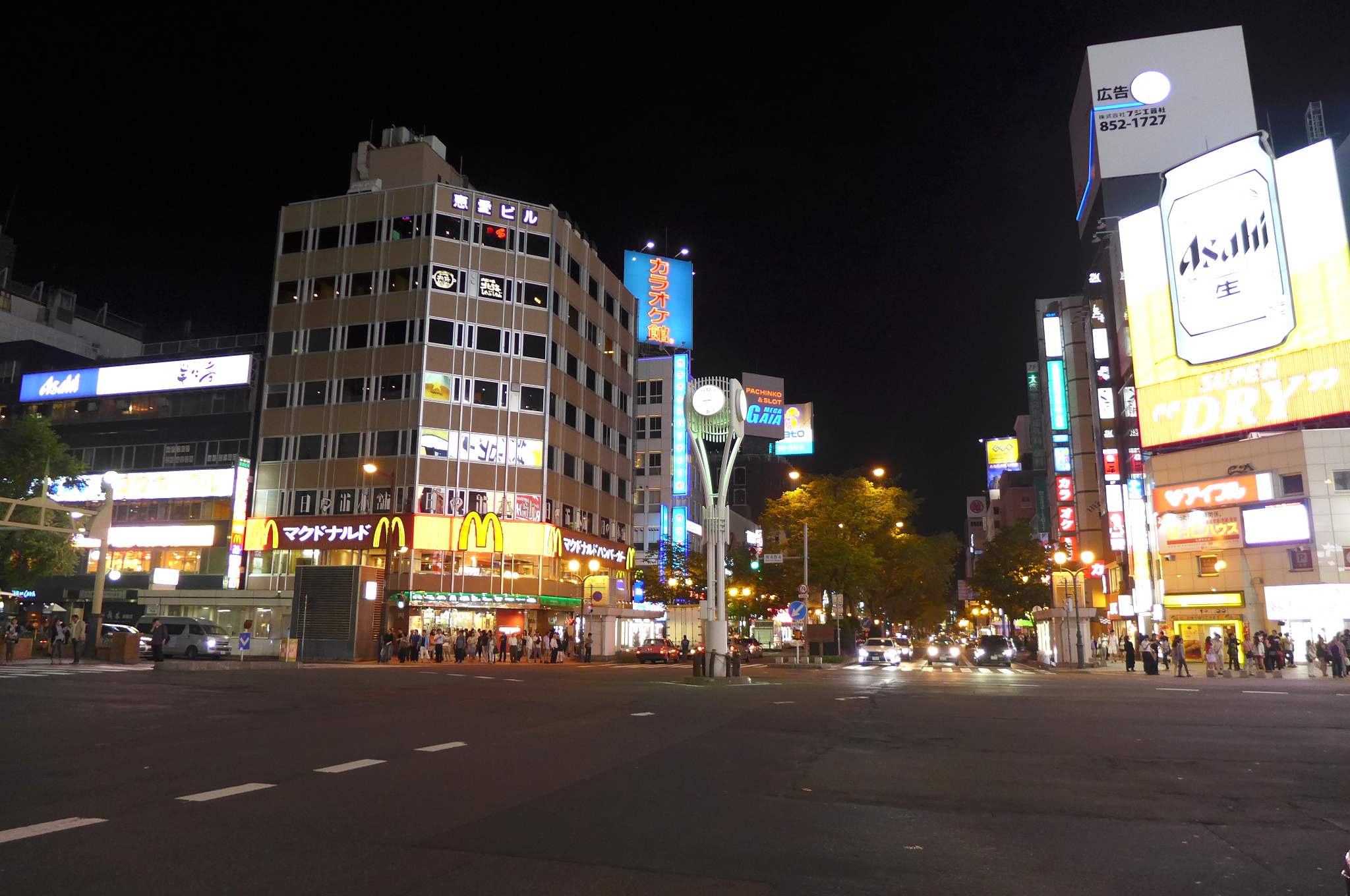
すすきの交差点（2014年6月・）

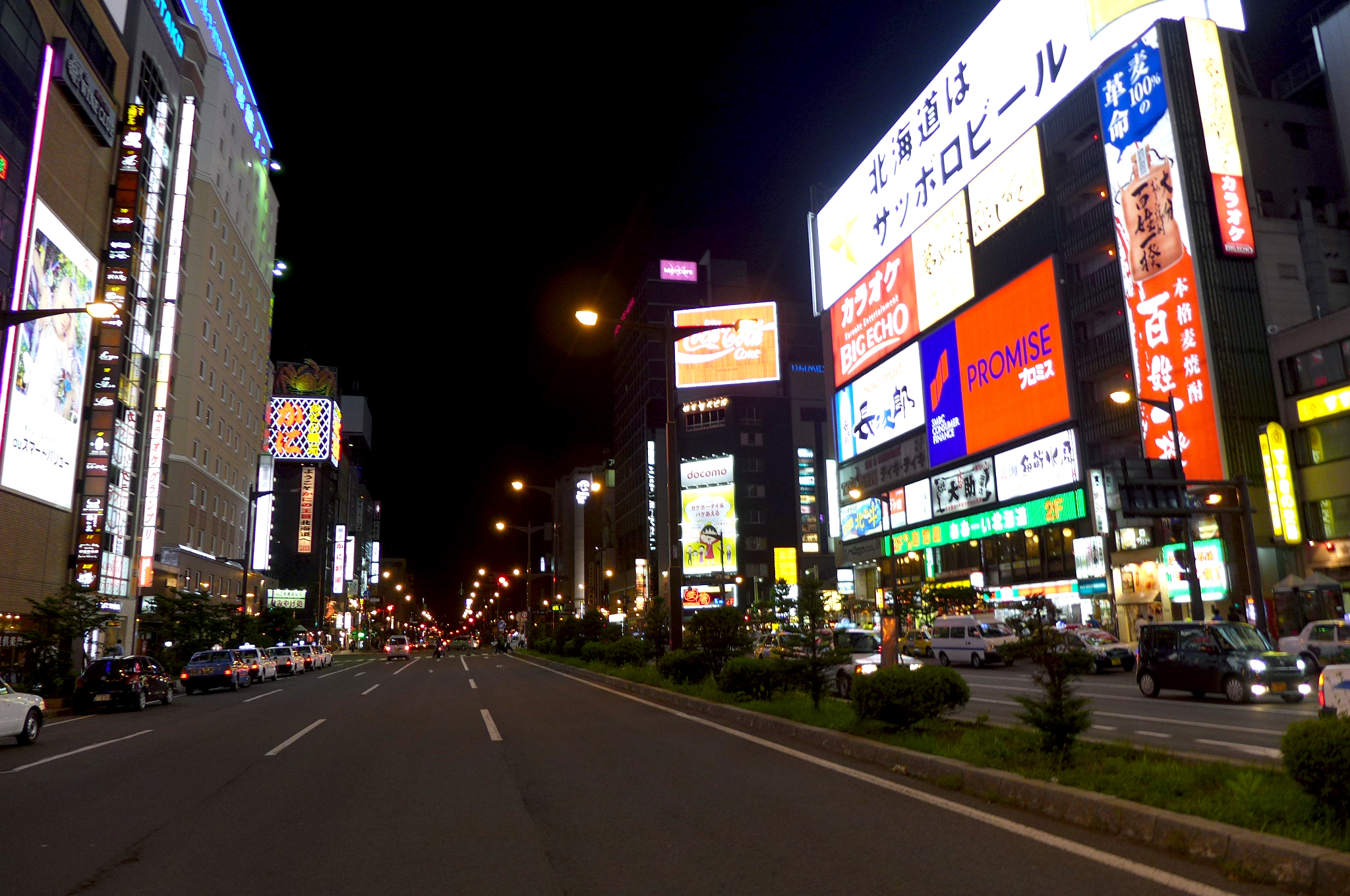
国道36号（月寒通）（2014年6月）

すすきの（ススキノ、薄野、英: Susukino）は、北海道札幌市中央区にある、すすきの交差点を中心とした歓楽街・繁華街。札幌駅周辺や大通地区とともに札幌の中心市街地を構成している。日本国内外から観光客が訪れる観光地にもなっている。

## 概要
東京・新宿の歌舞伎町、福岡の中洲と並んで「日本三大歓楽街」と称される。すすきのは「東京以北で最大の歓楽街」および「アジア最北の歓楽街」といわれており、飲食店、ガールズバー、キャバクラ、セクシーキャバクラ（セクキャバ）、ホストクラブ、スナックバー、クラブ、ラブホテル、風俗店などが集積している。一つのビルの中に飲食店や風俗店が入居しているほか、ホテルなどの宿泊施設、娯楽施設や商業施設が隣接しているなど、あらゆる業種が集積しているのが特徴になっている。また、女性だけで飲み明かしても安全な歓楽街であるとされ、歓楽街の割には治安が良いことも特徴になっている。
すすきのは正式な地名ではないが、札幌市営地下鉄「すすきの駅」「豊水すすきの駅」や札幌市電「すすきの停留場」の駅名などに使用している。その範囲は、広義では東西が西1丁目から西9丁目の間、南北が南3条から南8条の間とされているが、北海道警察は東西が西2丁目から西6丁目の間、南北が南3条から南7条の間としている。「札幌市屋外広告物条例」による「広告物活用地区」に指定されている区域があり、まちの活気や雰囲気を形成するため広告物の規制緩和ができるようになっている。
すすきの地区の店舗数は、ピーク時には飲食店だけでも5000店を超えていたと言われる。日本銀行札幌支店の調査によると、1989年末時点では総店舗数が4809店（内飲食店数が4190店）であったが、その後の景気低迷の影響などにより、2008年末時点では総店舗数が4463店（内飲食店数が3620店）に減少している。特に飲食店の減少傾向が際立っているが、その反面風俗店や駐車場の数は増加傾向にあるという。
2020年現在、札幌市中心部ではコロナ下でも進む空前のホテル建設ラッシュが巻き起こり、すすきのでも商業施設ラフィラの建て替えをはじめ、飲食店などが入居するビルの間に挟まれた空き地や時間貸し駐車場が、瞬く間にホテルに変貌。奇抜なデザインの施設が至る所に建ち、街は様変わりしている。

## 名称の由来
「薄野」（すすきの）の名称については、開拓使によって遊廓を設置する際に工事監事であった薄井龍之の姓に因み、当時の開拓判官であった岩村通俊が名づけたという説と、地名を起源にしたという説（1869年（明治2年）の地図では、札幌一帯がことごとく「茅野（茅は芦、ススキ、スゲなどの総称で、特にススキを指す場合もある）」となっており、当時の開拓使役人の回想でも「南5条辺は茅野なり」と述べられている）の2説がある。前者の説については、札幌開府の請負総元締・中川源左衛門が岩村から直接見聞きした話とされていることから、後者よりも信憑性が高いとしている資料は多い。また中川によると、測量を担当した藤井小主典が薄井の名のみが地名に残ることを悔しがったとめ、苦笑した岩村が薄野の一角を取って「藤井町」と命名したという。1872年（明治5年）頃、薄野には「藤井町」の他、「仲の町」「柳川町」という地名もあったが、同年布告された人身売買禁止令に伴い、翌1873年（明治5年）に「福島通」「津軽通」「上磯通」などと改称され、さらに1881年（明治14年）に条丁目に統一された。現在の南4条西3丁目と南5条西3丁目の境目に当たる通りが「仲町」と呼ばれるのは、昔の名残だと言う。

## 歴史

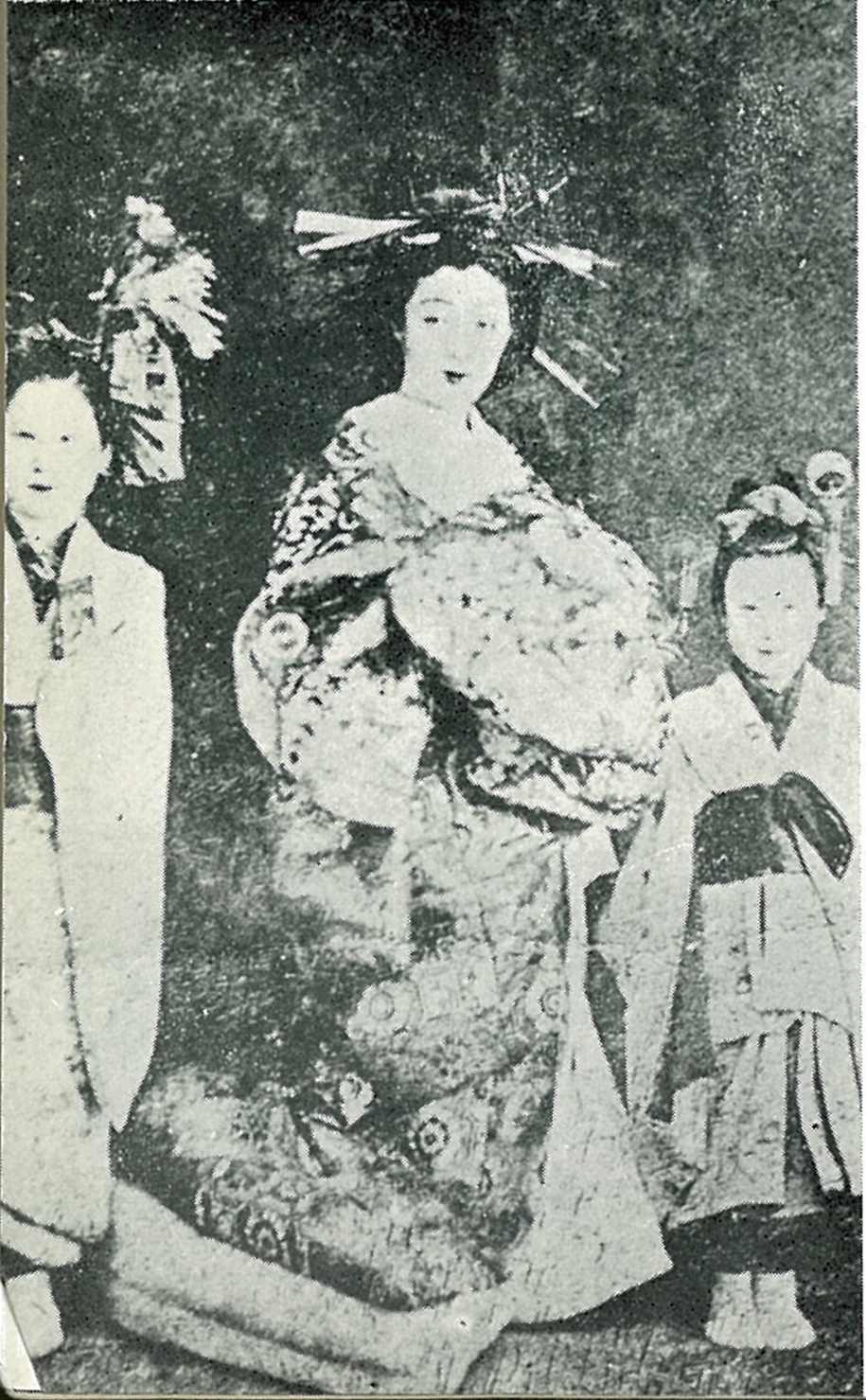
薄野遊廓の御用女郎屋「東京楼」の遊女・芳子（中央の人物）。1872年頃撮影

### 明治時代
1871年（明治4年）、一時中断していた開拓使による札幌本府建設が再開すると、多くの請負人、大工、職人が札幌に送り込まれた。創成期の札幌は概ね創成川畔を中心に開けていったが、1871年春頃には、既に創成川周辺（現在の創成川公園付近）に定住者や出稼ぎ相手の宿屋・飲食店などが計6軒あった。さらに同年、開拓使は函館から商工民12戸を移住させたが、そのうち7、8戸が宿屋や飲食店などの接客業であり、彼らもまた創成川畔に居を定めた。これらの宿屋・飲食店の多くは遊女屋も兼ねており、通称「飯盛女」と呼ばれる遊女を常時3人～10人程度抱えていた。開拓大判官の岩村通俊は、創成川周辺の私娼地帯を当初黙認していたが、風紀紊乱をいつまでも放置しておくわけにもいかず、結局公認の遊廓を設置して遊女を1箇所に集めることとした。遊廓の候補地には当時の「新冠通」（現在の南3条東部付近）を推す者もいたが、結局現在の南4・5条と西3・4丁目の二町四方に設置することとなった。1871年（明治4年）8月、339円の経費により、本府から薄野に至る道路が開通し、業者の移転が実施された。営業開始は8月の末で、正式に官許されたのは1871年9月3日（旧暦明治4年7月19日）であった。1872年（明治5年）には、官費による妓楼「東京楼」が設置され、7月に東京から遊女21名、芸者3名が来札して現在の南1条西2丁目付近の脇本陣にて仮営業を開始した。やがて現在の南5条西4丁目に「東京楼」が完成すると、脇本陣から薄野まで遊女や芸者の吉原花魁道中さながらのパレードが行われた。なお、「東京楼」は御用女郎屋として、来道した政府高官の接待にも利用された。開拓使による遊廓設置の理由としては、開拓者を札幌に繋ぎ止める必要があったことなどが考えられている。
1872年（明治5年）の「マリア・ルス号事件」に端を発した奴隷に準ずる人々に対する人権問題解消の機運は、同年の「芸娼妓解放令（牛馬切りほどき令）」発令へと繋がっていった。開拓使は北海道の特殊事業により実施の延期を求めたが却下された。しかしながら、実際に取り締まることが難しかった上に解放された遊女たちは自殺するものや妾になるものが増えたため、明治政府は翌年に売女屋設置を再度認めている。1877年（明治10年）に開拓使は「貸座敷並芸娼妓三業規則」を定め、薄野に正式な遊廓となる「札幌遊廓」を発足させた。また同じ頃、現在の狸小路2丁目から3丁目付近にあった飲食店街を根城に、「白首」と呼ばれる私娼が数多く出没していた。「白首」の数は最盛期には百数十人を数えたとされ、近隣の薄野の客足にも影響を及ぼすほどであった。1892年（明治25年）の札幌大火で、これらの飲食店街が焼け落ちたことをきっかけに、当時の札幌警察署長・山口綱三郎が再建をはかる業者約10軒を薄野の現在の新宿通（南5条通と南6条通の中通りの4丁目付近）に移転させた。元々「三等小路」の通称で呼ばれていたこの通りは、その後も薄野の代表的な青線地域として長く知られることとなった。
薄野近辺の料亭の草分けは、1872年（明治5年）に蕎麦屋として開業し、1876年（明治9年）に料亭兼業となった「東京庵」（南1条西3丁目、のち南2条西4丁目に移転）で、主として開拓使の役人に利用された。この「東京庵」と、1889年（明治22年）に開業した「西の宮」（南4条西4丁目）、1901年（明治34年）に開業した「いく代」（南3条西4丁目）が札幌の3大料亭といわれた。中でも薄野の入口付近に位置した「いく代」は、1909年（明治42年）に来札した伊藤博文が宿泊するなど、道内外の著名人御用達の店として知られ、歴代北海道長官の接待にも利用された。これらの料亭などに芸妓などを斡旋する組織である見番（けんばん）は、薄野では1890年（明治23年）に笠原文司によって作られたもの（後に旧見番・元見番と称した）が最初で、後に新見番・町見番・中見番が発足した。各見番は所属する芸妓の勢力争いも相俟って争いが絶えず、派遣先の料亭の営業にも支障をきたすほどであったので、1910年（明治43年）に新見番と中見番が合併して新たに札幌見番が発足した。
薄野地区の劇場の発展は狸小路などの市内の他の繁華街に比べて遅く、1896年（明治29年）に建てられた「大黒座」（後に錦座）が本格的な芝居小屋の第一号であったが、同座は翌1897年（明治30年）に他館に先駆けて活動写真（映画）の上映を行うなど注目を集めた。同時期に建てられた薄野の劇場には、料亭「西の宮」の創業者・本間鉄五郎が、1902年（明治35年）に薄野南端で中島公園に近い南7条西3丁目に建てた「札幌座」があり、近くにあった「西の宮」支店とともに、歓楽街を南に伸張させる拠点的役割も果たした。
1907年（明治40年）の調査では、薄野には33軒の妓楼があり、娼妓の数は338名であったという。代表的な妓楼には、高砂楼、昇月楼、西花楼、長谷川楼があり、何れも当時の金額で月額2000円以上の売上があった。娼妓の出身地は東北・北陸地方が多く、宮城・新潟・山形・岩手・秋田県が上位を占めたという。この数字は明治期に頻繁に起こった東北地方の凶作も関係しており、娼妓たちは買い手である妓楼や警察の厳しい監視下におかれ、外出さえも制限される不自由な生活に呻吟した。

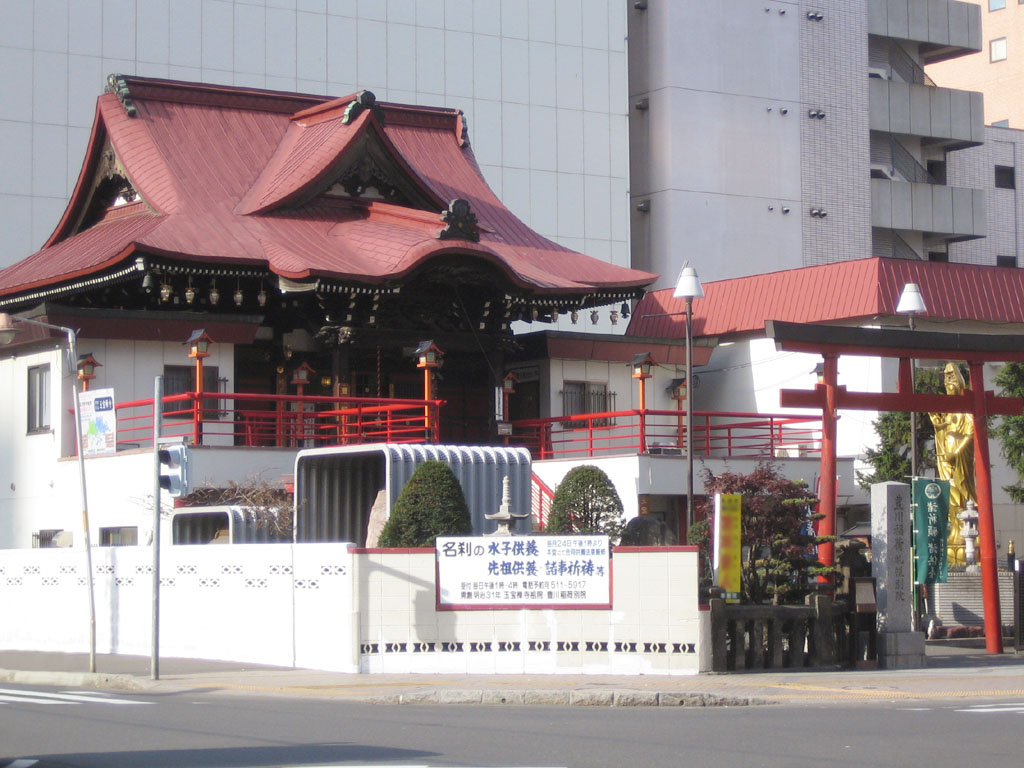
豊川稲荷札幌別院。1898年（明治31年）建立され、地域の人々の信仰が深かった。敷地内に「薄野娼妓並水子哀悼碑」がある

当初は郊外に位置していた遊廓も明治後期になるとまちの中心部になっており、移転を求める声が大きくなっていた。1901年（明治34年）には札幌区会により鴨々川上流への遊廓移転が決議されたが、業者などの協力を得ることができなかったためほとんど実行されなかった。1916年（大正5年）に、中島公園を第1会場とする『開道五十年記念北海道博覧会』開催が決まると遊廓移転の話が再び持ち上がり、幾つかの候補地が名乗りを上げた。その中でも当時の白石村はリンゴ園が病害虫の発生で壊滅状態になっていた。そこで、地元のリンゴ園主は遊廓誘致に活路を見出し、誘致の前提条件となる札幌区への編入を町民に働きかけた。その結果、1910年（明治43年）に村内の旧上白石村の一部が分割されて札幌区に編入された。

### 大正時代
リンゴ園主は札幌区に土地を寄付し、1917年（大正6年）に札幌区白石町（現在の札幌市白石区菊水）への遊廓移転が決まった。札幌区は白石町の畑地約20600坪を遊廓の用地とし、その内の約11400坪を業者に分譲した。1918年（大正7年）から1920年（大正9年）にかけて豊平川を越えた白石町に遊廓（札幌遊廓）を移設し、1920年（大正9年）10月1日から営業を開始した。正式名称は「札幌遊廓」であったが、地元の人々には「白石遊廓」と呼ばれた。
遊廓が移転した薄野は、一時はゴーストタウン化の兆しも見せたが、やがて食堂やカフェ、バーなどの飲食店などが建ち並ぶようになる。また、1921年（大正10年）には、南部勝太郎による「美満寿館」、西花楼の楼主から転じた西田市太郎による「西田座」と、2つの劇場（映画館）が新たに薄野に誕生した。「西田座」は2年後の1923年（大正12年）の火災で廃業したが、1925年（大正14年）に既存の「錦座」が松竹傘下となって「札幌松竹座」となり、日活作品を中心とする「美満寿館」と華やかなキネマ合戦を繰り広げることとなった。現在のススキノのネオン街の基礎は、おおよそ遊廓移転後の大正末期に芽生えたものであると考えられている。

### 昭和時代（戦前・戦中）
昭和に入ると、市内にカフェやバーの数がさらに増加した。当時の薄野地区の主だったカフェやバー、飲食店等の多くは、市内中心部寄りの北部（国道36号線（電車通り）の北側）に所在していたことから、一般客の獲得にも成功し、薄野は狸小路と並ぶ札幌を代表する飲食店街としての地位を確立していく。1930年（昭和5年）頃には市内のカフェやバーは約450軒と料理屋の倍以上の軒数にのぼり、その大半は薄野と狸小路に集中していた。女給（カフェやバーの女性給仕で、現在のホステスに当たる）の数も約800人を数えた。また、料亭などの日本料理店には「ヤトナ」と呼ばれる臨時雇いの仲居が現れるようになる。これらの女給やヤトナは低廉なサービスを売り物としたので、昭和恐慌以後の不景気に喘いでいた客に歓迎され、それまでの接待業の王者であった芸妓の地位を脅かす存在となっていった。
明治期からの薄野の代表的な青線であった三等小路は、遊廓の移転後もその命脈を保ち、昭和初期には現在の白石区菊水や菊水に近い豊平の私娼窟と並ぶ札幌の三大売春スポットと言われた。私娼の中には警察の目を誤魔化すため、近隣のカフェやバーに女給として潜り込んでいた者も少なくなかった。また同じ頃、夜の薄野には「もうろう車夫」と呼ばれる人力車夫が現れ、私娼窟へ案内するガイドの役割を果たしていたという。連込み宿（現在のラブホテル）を利用していた者も多く、その役割を果たしていたのは、中の島（薄野の豊平川を隔てた対岸に位置する）に点在する商人宿などであった。中心部の旅館に比べると警察の監視が比較的緩やかだったためだといわれる。
日中戦争が勃発した1937年（昭和12年）、北海道庁警察部は「風紀刷新のための取締りを強化する」の方針を発表。翌1938年（昭和13年）には「風俗ニ間スル営業ノ取締要綱」を定め、風俗営業の営業時間は午前0時までとし、新規営業・移転・店舗改築・増築は原則禁止となった。さらに1940年（昭和15年）、「奢侈品等製造販売制限規則」（七・七禁令）が施行されると、カフェやバー、料亭などの転廃業が相次いだ。貸事務所や旅館、寮などに衣替えするものも多く、女子挺身隊員や高級将校の宿舎に利用された店もあった。太平洋戦争が激化した1944年（昭和19年）に、「高級享楽停止に関する具体的要綱」が定められると、貸座敷・料亭・芸者置屋・カフェ・バーなどが一斉休業に入り、職を失った娼妓・芸妓・女給達は転職したり、女子挺身隊や勤労報国隊などの組織に組み入れられていった。翌1945年（昭和20年）5月には、防空法に基づく強制疎開が札幌でも行われ、薄野のほとんどの商店や飲食店は取り壊されて跡地には菜園などが作られた。

### 昭和時代（戦後）
終戦直後のススキノにはキャバレーやバー（現在のクラブに当たるものも含まれる）、ダンスホールなどが誕生し、進駐軍も街中を出歩いた。これらのキャバレーやバーは、1950年（昭和25年）に勃発した朝鮮戦争の特需などもあってさらに増加し、それまでのカフェや料亭・割烹などを押しのけて社交業の花形となっていく。また同じ頃、ススキノの西部にあたる現在の南4条西5丁目（現在の札幌東急REIホテル付近）を中心に、樺太や満州などからの引揚者や復員兵などによる、主にツブ焼きを売り物にした屋台が増え始める。この区域には当時「立ちんぼ」と呼ばれる街娼がたむろしていたこともあり、程なく屋台は売春仲立ちの斡旋場（青線）となっていった。以後、ススキノの「屋台団地」、「ツブ焼き屋台」は、隠れた風俗スポットとして全国的にも知られる存在となる。
1950年（昭和25年）に、現在の南5条西4丁目に「新世界商店街」が誕生すると、付近にキャバレーやバーの出店が相次ぎ、翌1951年（昭和26年）には、銀座通り（のち薄野銀座街）と呼ばれるようになる。銀座通り（薄野銀座街）の成立は、それまで薄野北部（国道36号線（電車通り）の北側）に比べて後進地とされた南部（国道36号線（電車通り）の南側）が飲食店街として大きく発展するきっかけとなった。銀座通りは後に薄野を代表するキャバレーやバーなどが集中し、薄野のメインストリートとまで言われるようになった。
1951年（昭和26年）には札幌市が風俗取締条例を制定し、進駐軍の撤退も始まった。ススキノの膨張化が進むと、小樽・釧路など道内各地の料飲業者の進出も目立つようになる。彼らは潤沢な資金力を背景にキャバレーやバーなどを次々と出店し、地場の業者と熾烈な競争を繰り広げた。中でも岩見沢から乗り込んだ杉野重雄が1954年（昭和29年）に開店した大型キャバレー「アカネ」（1989年（平成元年）閉店）は、専属の楽団やダンサーを駆使した華やかなアトラクションで人気を集め、瞬く間にススキノを代表する店となった。また、1959年（昭和34年）に久末鐵男が第三セクターのすすきの場外市場の地下部分を改装して始めた「ススキノゼロ番地」は、道内初の地下飲食店街として知られる。久末は5年後の1964年（昭和39年）に、ススキノ初の料飲業専用ビル「グリーンビル」を建設し、その後のビルラッシュの嚆矢となった。
1958年（昭和33年）に「売春防止法」が完全施行になり、白石遊廓は廃止される。この流れを受けて、1964年（昭和39年）に行政による「屋台団地」の強制撤去が行われたが、その後南5条西6丁目と南7条西4丁目（のち南4条西5丁目に移転）の2箇所に移転して通称「桃線」と呼ばれた。この新たな屋台団地は、1972年（昭和47年）の札幌オリンピックの際も外国人選手の利用が多かったと言われ、根強い人気を保ったが、ビル化の波などもあって徐々に減少し、1981年（昭和56年）に立ち退きを拒否し続けていた最後の2軒が取り壊しとなって長い歴史の幕を閉じた。
木造建築が密集していた薄野地区は古くから火事が多かった。特に薄野南部（終戦直後から建築基準法施行前の1950年までにかけて建設された違法建築物が多かった）で多発し、延焼によって複数の店舗・家屋が巻き込まれることも少なくなかった。札幌市が1965年（昭和40年）に薄野を防災地区に指定すると、地元商店主や地主、貸しビル業者などによって薄野商店街振興組合が結成され、防災ビルの建設や区画整理などによる地域の再開発が進められた。また同じ頃から道内外の不動産業者によって貸しビルが数多く建設され、ビルラッシュに拍車をかけた。
1970年代に入ると、「札幌クラブハイツ」（東京テアトル、1971年 - 2013年）、「エンペラー」（釧路・青木商事、1973年 - 2006年）、「ミカド」（東京、1975年 - 1986年）と、道内外の大手キャバレーチェーンが相次いですすきのに進出し、「アカネ」などの既存の業者との競争はますます激化した。中でも「エンペラー」は、東京以北最大のキャバレーと呼ばれ、最盛期のホステスの数は約300人を数えた。さらに大物歌手のビッグショーも売り物の一つで、美空ひばりを除く30代以上の紅白歌合戦の出場歌手のほとんどが、定期的に出演していたと言われる。また1970年代前半には道内にストリップ劇場が急増し、ススキノにも数多くの劇場が建てられた。代表的な劇場には、「マノン」、「カジノ座」、「札幌コマ」などが挙げられ、特に札幌コマは愛染恭子などの東京から豪華ゲストを迎えて話題を集めた。
1974年（昭和49年）にはススキノ初の百貨店「札幌松坂屋」（後のヨークマツザカヤ、ロビンソン百貨店札幌、ススキノラフィラ、現在のCOCONO SUSUKINO）が開店している。
1970年代半ばに入ると、「トルコ風呂」（現在のソープランド）が急増した。これらのトルコ風呂は東京資本のチェーン店が多かったが、地元の業者も工夫をこらしたアイデアで対抗した。また同時期、ゲイバー、ホモバー、レズバーなども脚光を浴び、ゲイバーでは「ゴールデンK」などの店が人気を集めた。ちなみに、すすきのにおけるゲイバーの草分けは、1950年代に開業した「ベラミ」で、カルーセル麻紀などを輩出した。
1970年代後半からはディスコがブームになり、「エクスィング」、「釈迦曼荼羅」、「マハラジャ」などが誕生した。
1980年代に入ると、ゴルフの大衆化などによる接待の多様化が進み、さらに1990年代前半のバブル経済崩壊や、その後の平成不況なども追い討ちをかけ、「ミカド」、「アカネ」、「エンペラー」などの大型キャバレーや高級クラブ、老舗料亭などの多くの店が閉店に追い込まれた。その半面、廉価で気軽にサービスを受けられるキャバクラなどが急増した。

### 平成時代・令和時代
ディスコブーム末期の1990年（平成2年）には「パシャ」、1991年（平成3年）にはユニークな外観で話題を集めた「キング・ムー」が開店したが、「パシャ」は1997年（平成9年）に閉店。「キング・ムー」はバブル時代を経てクラブに変更した後、2008年（平成20年）頃に閉店したが、2016年（平成28年）にダンスクラブ「KING∞XMHU」として復活した。
ストリップ劇場は1986年の「札幌コマ」閉鎖後は、1995年に「浅草ロック座」（東京）、1999年に「道頓堀劇場」（東京）が進出。「カジノ座」と覇を競う形となったが、「浅草ロック座」は2000年、「カジノ座」は2001年に閉鎖。残る「道頓堀劇場」も2007年に不祥事で営業中止に追い込まれ、2009年に一時復活したが、2012年以後は休業中である。
2005年（平成17年）、すすきの地区は内閣官房による都市再生プロジェクト「防犯対策等とまちづくりの連携協働による都市の安全・安心の再構築」モデル地区に指定され、札幌市は「クリーン薄野活性化連絡協議会」を設立して安全で安心なススキノづくりに向けた取組みを進めたほか、「カラス族」、風俗店などへの勧誘行為、卑猥な広告物や看板などの迷惑行為を罰則付きで規制する「札幌市公衆に著しく迷惑をかける風俗営業等に係る勧誘行為等の防止に関する条例」（通称・ススキノ条例）を施行した。
2017年（平成29年）、北海道暴力団の排除の推進に関する条例が改正され、すすきのに暴力団排除特別強化地域が設定された。南4条から南7条までのそれぞれ西2丁目から西6丁目までの地域においては、暴力団と飲食業者等との間でみかじめ料のやり取りが禁止され、支払った業者等についても1年以下の懲役又は50万円以下の罰金が科されることとなった。
2020年（令和2年）2月、新型コロナウイルスの感染が拡大すると、北海道庁は全道を対象に法令に基づかない「緊急事態宣言」を発出、同年3月中旬まで外出自粛が始まった。これ以降、ススキノの飲食業を中心とした業態に大きなダメージが加わった。その後も4月から5月まで北海道全域における緊急事態措置が出されたほか、同年11月11日からはススキノの飲食店に対して営業時間短縮（午後10時から午前5時まで）や酒類の提供自粛要請が行われた。
2021年（令和3年）11月、新型コロナワクチン接種の普及と政府が進める行動制限緩和実験に伴い、利用客にワクチンの接種証明や抗原検査を求めるカラオケ店での実証実験が全国で初めてすすきので行われた。

### 年表
- 1871年（明治04年）：開拓使による遊廓（官許遊廓）設置。開拓使判官岩村通俊が遊廓を開かせ、1872年、公費で東京から遊女を雇い、東京楼を開業する[25]。
- 1887年（明治10年）：開拓使による「貸座敷並芸娼妓三業規則」制定。
- 1918年（大正07年）：札幌電気軌道（現在の札幌市電）薄野交番前停留場（現在のすすきの停留場）開業。
- 1920年（大正09年）：白石村菊水に遊廓移転（白石遊廓）。
- 1965年（昭和40年）：「薄野祭」（現在の『すすきの祭り』）初開催[104]。

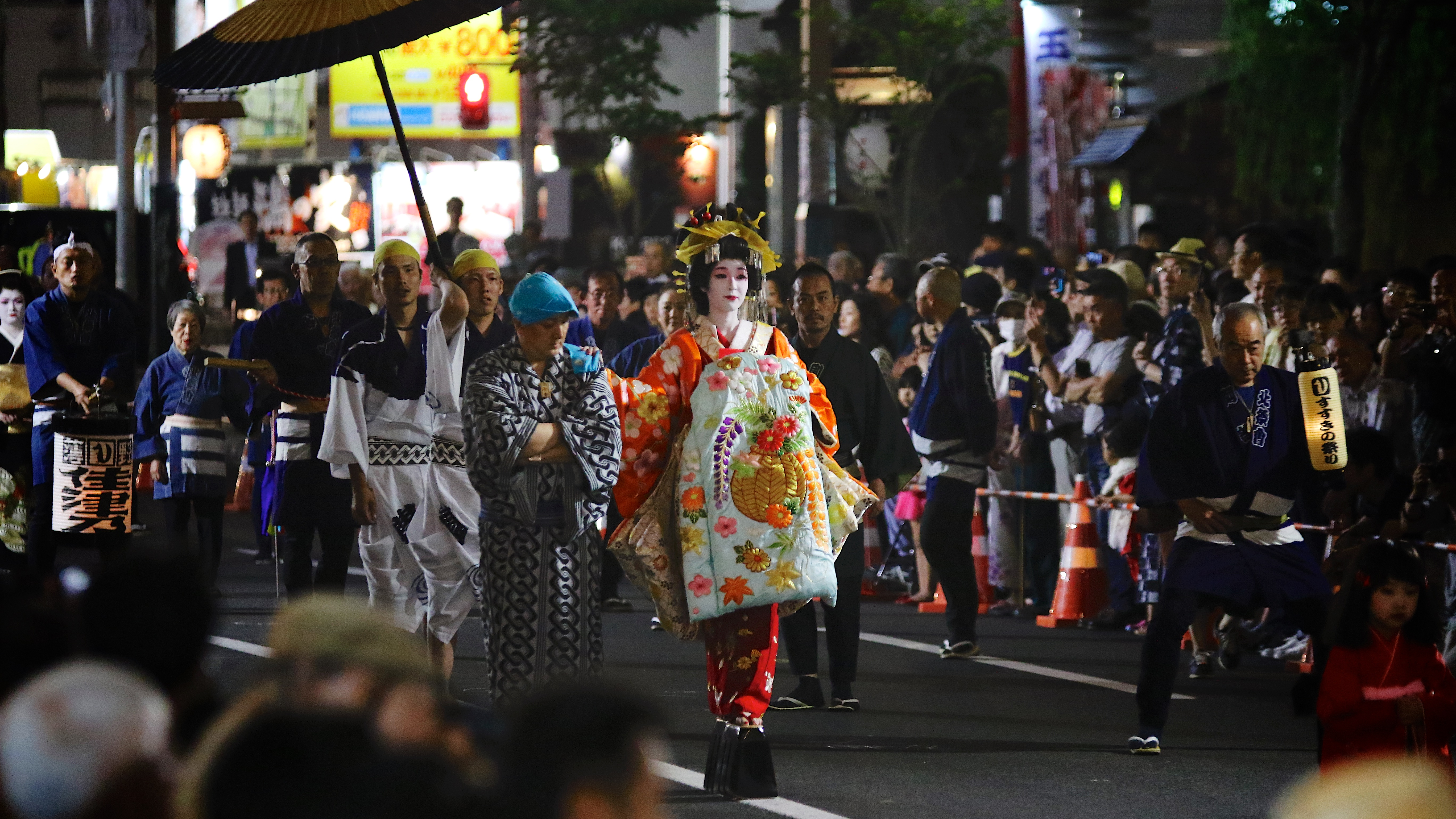
すすきの祭りの花魁道中(8月の初旬)

- 1971年（昭和46年）：札幌市営地下鉄南北線すすきの駅開業。
- 1978年（昭和53年）：「すすきの観光協会」設立[105]。
- 1980年（昭和55年）：『すすきのマラソン大会』初開催（1987年終了）[105]。
- 1981年（昭和56年）：『すすきの雪まつり』（後の『すすきの氷の祭典』、現在の『すすきのアイスワールド』）『すすきのイルミネーション』初開催[105]。
- 1988年（昭和63年）：札幌市営地下鉄東豊線豊水すすきの駅開業。
- 1999年（平成11年）：『薄野縁市』初開催[105]。
- 2005年（平成17年）：内閣官房による都市再生プロジェクト「防犯対策等とまちづくりの連携協働による都市の安全・安心の再構築」モデル地区指定。「札幌市公衆に著しく迷惑をかける風俗営業等に係る勧誘行為等の防止に関する条例」（通称・ススキノ条例）施行。
- 2015年（平成27年） : 札幌市電がループ化[106]。
- 2020年（令和2年）
  - 6月11日、札幌中央警察署薄野交番が建て替えのために仮交番へ移転[107]。
  - 11月、新型コロナウイルス感染症感染拡大のため、北海道の要請で飲食店などを対象にした営業時間の短縮が始まる[108]。
- 2021年（令和3年） : 8月1日から8月8日までの間、2020年東京オリンピックのマラソン、競歩競技が開催。予行演習、競技のため断続的に交通規制が実施された[109]。
- 2022年（令和4年） : 薄野交番の新庁舎が完成し、3月4日から運用開始。新庁舎には、停電対策のために道内の交番としては初の自家発電機が配備された他、広報活動用の電子看板（デジタルサイネージ）が設置された[110]。
- 2023年（令和5年） :7月にすすきのホテル殺人事件が発生[111]。

## すすきの交差点
すすきの交差点は、札幌市中央区にある札幌駅前通と月寒通（南4条通）の交差点。別称「ススキノ十字街」。交差点の面積が広く人や車の交通量が多いことから交通事故の発生率が高く、日本損害保険協会による北海道内の「交通事故多発交差点」に度々指定されている。交差点中央にある時計付の街路灯は、2005年（平成17年）に地下鉄改修工事のため一次撤去したが、2008年（平成20年）に新たなものを設置して復活した。2016年（平成28年）には交差点名標識を「南4西3」または「南4西4」から、観光地として分かりやすい案内にするため「すすきの」(Susukino) に統一した。このすすきの交差点の限らず札幌市内の同一の交差点（北または南○条西または東○丁目）に最大4つの名前が与えられている

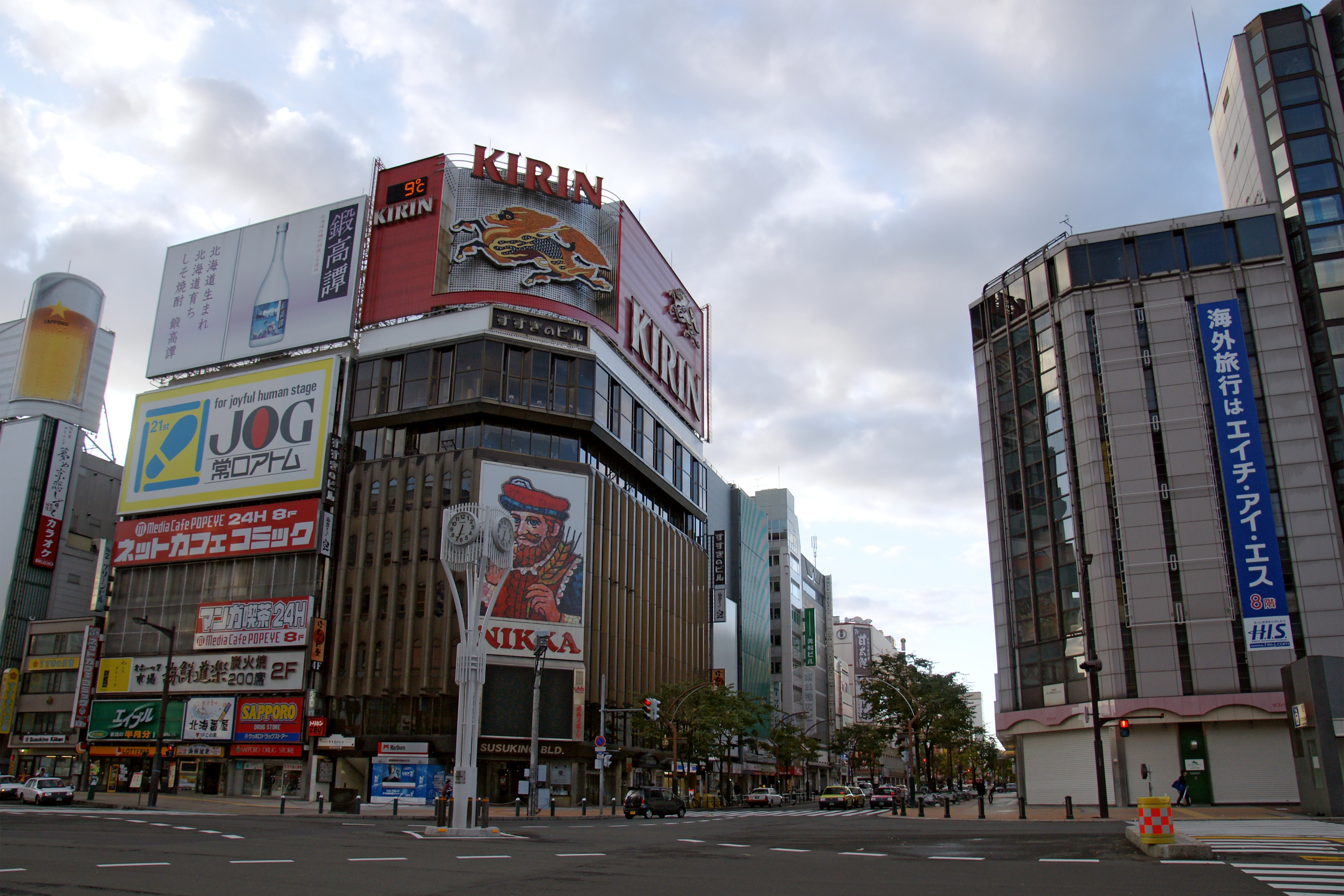
すすきの交差点（2009年10月）
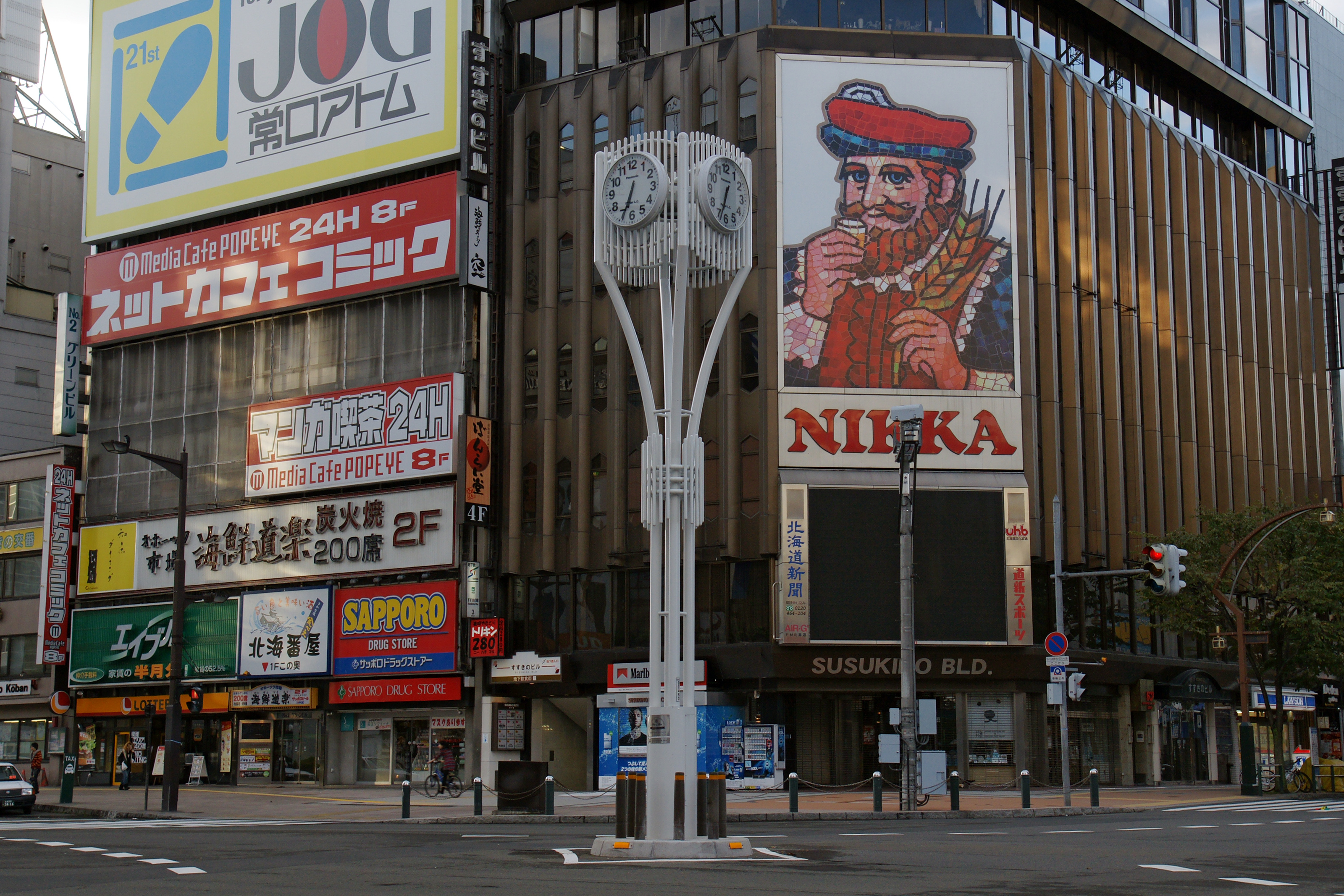
すすきの交差点、すすきのビルのニッカウヰスキー広告付き街頭ビジョンと時計塔（2009年10月）
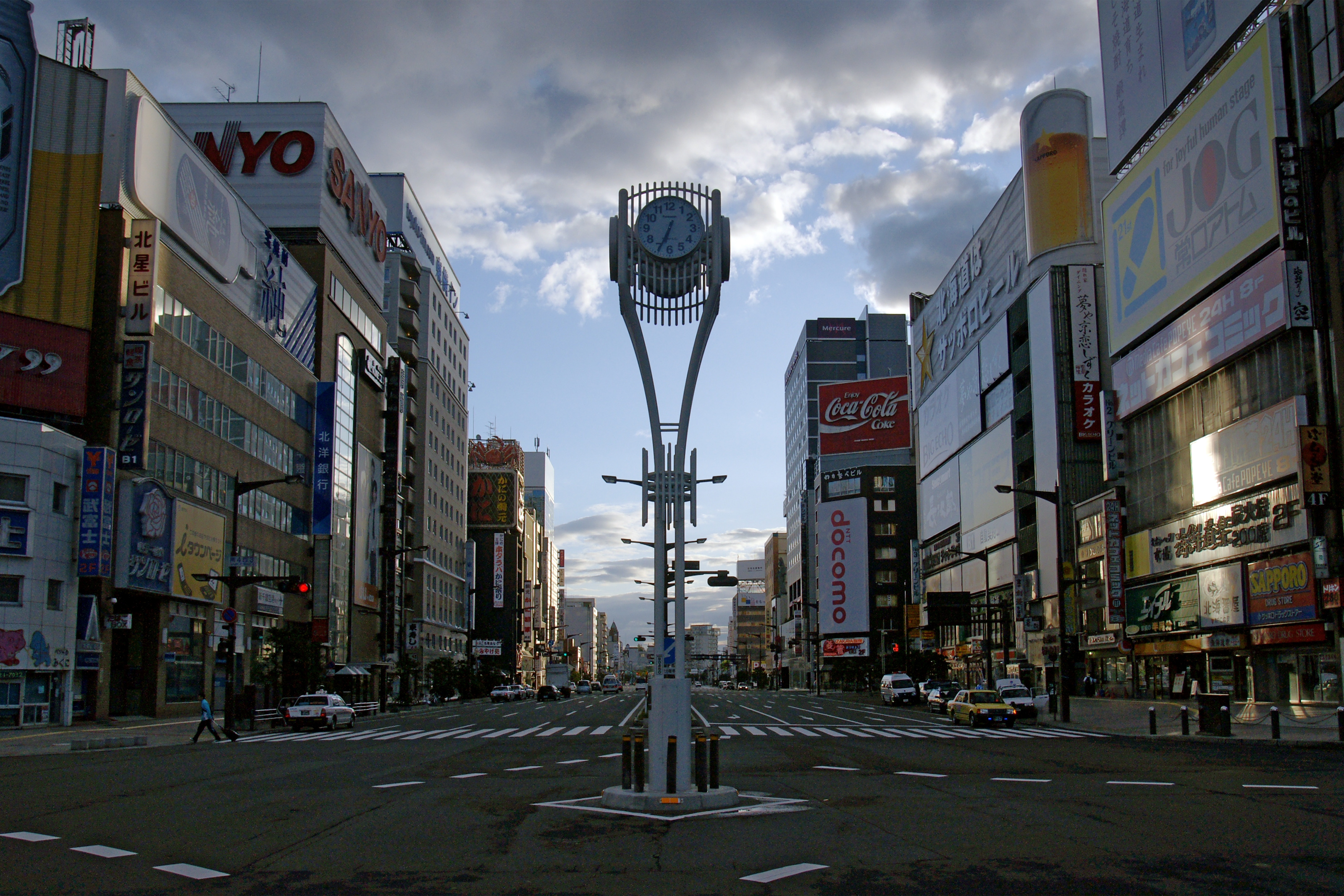
すすきの交差点（2009年10月）

## すすきのが舞台（ロケ地）となった作品

### 映画
- 『万年太郎と姉御社員』（1961年）
- 『札幌・横浜・名古屋・雄琴・博多 トルコ渡り鳥』（1975年）
- 『ガメラ2 レギオン襲来』（1996年）[117]
  - 地下鉄すすきの駅などでロケを行った。また、エンドクレジットに「すすきののおねえさんたち」という表記がある。
- 『探偵はBARにいる』（2011年）
- 『龍が如く5 夢、叶えし者』（2012年）
- 『探偵はBARにいる2 ススキノ大交差点』（2013年）
- 『帰っておいで』（2015年）[118]
- 『探偵はBARにいる3』（2017年）[119]

### テレビドラマ
- 『雪女と蟹を食う』（2022年）
- 『弁当屋さんのおもてなし』（2023年）
- 『ススキノ・インターン〜マーケ学生ユキナの、スナック立て直し記〜』（2025年）

## アクセス
- 札幌市営地下鉄南北線すすきの駅下車
- 札幌市営地下鉄東豊線豊水すすきの駅下車
- 札幌市電「すすきの停留場」下車